# Поле брани
Поле брани (англ. Battlefield) — первая серия двадцать шестого сезона британского научно-фантастического телесериала «Доктор Кто», состоящая из четырёх эпизодов, которые были показаны в период с 6 по 27 сентября 1989 года.

## Сюжет
Реагируя на сигнал бедствия, Доктор и Эйс приземляют ТАРДИС возле озера Вортигерн в Англии, и, пойдя на звуки выстрелов, путешественники встречают бригадира Бамберу из ЮНИТ, управляющую конвоем ядерной ракеты. Об этой встрече информируют бригадира Летбридж-Стюарта, находящегося в отставке, и присылают за ним вертолёт.
В отеле Доктор и Эйс встречают девушку Шу Юн, как и Эйс любящую взрывчатку. Тем временем Бамбера, обследуя странную полицейскую будку, попадает под перекрёстный огонь двух групп рыцарей с мечами и футуристическим оружием.
Доктор интересуется ножнами с раскопок поля боя, висящими в фойе отеля. На ощупь они горячие, а слепая жена владельца отеля, Элизабет, говорит, что они чего-то (или кого-то) ждут. Археолог Уормсли относит их к VIII веку, но Доктор чувствует, что они намного старше.
Во время беседы Эйс и Шу Юн рыцарь приземляется сквозь крышу пивоварни отеля. Его зовут Анселин, и он называет Доктора Мерлином. Доктор задумывается над этим, но тут всю группу окружает отряд рыцарей.
Бамбера встречает их лидера, Мордреда, но тот больше боится увидеть «Мерлина», которого он считал заточенным своей матерью Морганой. Его отряд отступает, но вскоре он призывает свою мать через разлом во времени и пространстве, на что реагируют ножны, пролетев по комнате.
На следующий день Уормсли показывает Доктору место раскопок ножен. Они находят надпись рунами, сделанную Доктором, которую он переводит как «Копать здесь». Эйс подрывает вход с помощью банки Нитро-9. Тем временем вертолёт Летбридж-Стюарта подбивают, и вскоре бригадир встречает Моргану, которая предупреждает, что в бою его убьёт.
В туннеле Доктор и Эйс находят дверь, реагирующую на голос Доктора, а за ней комнату, в которой лежит тело короля Артура. Эйс, взяв его меч, активирует защитный механизм и чуть не тонет в шлюзе. Доктор катапультирует её на поверхность и теряет сознание. На поверхности Анселин узнаёт в мече Экскалибур, а на корабле бригадир спасает Доктора.
Мордред и Моргана в отеле убивают помощника бригадира и вылечивают слепоту Элизабет. Тем временем ЮНИТ начинает эвакуацию. Доктор инструктирует Эйс находиться в меловом кругу, чтобы защититься от колдовства Морганы, а затем уезжает на своей старой машине Бесси, надеясь задержать битву между рыцарями и ЮНИТ. Он вмешивается в драку между Мордредом и Анселином, и первый сообщает, что Моргана призвала Разрушителя миров, закованного в серебряные цепи. Та появляется перед Эйс и Шу Юн, требуя отдать ей Экскалибур.
Пленив Мордреда, Доктор и Бригадир отправляются в отель, где они находят Эйс и Шу Юн в безопасности, и Доктор радуется, что Эйс отдала Моргане Экскалибур. Он находит портал в замок Морганы, куда храбро входит вся компания. Та расковывает цепи Разрушителя. Доктор понимает, что серебряные цепи означают, что тот уязвим для серебра, и заряжает револьвер бригадира серебряными пулями, но бригадир расправляется с монстром сам.
В конвое Моргана и Мордред решают взорвать ядерную ракету. Доктор убеждает Моргану, что в этом нет чести. Та понимает, что он прав и предлагает сразиться с Артуром в бою один на один, но Доктор, к её печали, сообщает о его смерти. Мордреда и Моргану пленяет Бамбера, которая начинает отношения с Анселином.
После всего Бригадир, Доктор и Анселин сидят дома у Бригадира, в то время как его жена, Эйс, Шу Юн и Бамбера на Бесси едут за покупками. С усмешкой Доктор говорит, что он приготовит ужин.

## Трансляции и отзывы
| Эпизод            | Дата показа      | Продолжительность | Телезрители (в миллионах) |
| ----------------- | ---------------- | ----------------- | ------------------------- |
| «Часть 1»         | 6 сентября 1989  | 24:06             | 3,1                       |
| «Часть 2»         | 13 сентября 1989 | 24:07             | 3,9                       |
| «Часть 3»         | 20 сентября 1989 | 24:13             | 3,6                       |
| «Часть 4»         | 27 сентября 1989 | 24:14             | 4,0                       |
| [ 1 ] [ 2 ] [ 3 ] |                  |                   |                           |

## Интересные факты
- В этой серии состоялось последнее появление бригадира Летбридж-Стюарта в сериале. Николас Кортни появился в этой роли на экране ещё два раза: в спецвыпуске «Измерения во времени» и серии «Враг Бэйнов» телесериала «Приключения Сары Джейн», а также исполнял её в многочисленных аудиопостановках.
- Роль Морганы в серии исполнила Джин Марш, сыгравшая спутницу Доктора Сару Кингдом в серии «Генеральный план далеков».
- Первый эпизод данной серии имел самый низкий рейтинг из всех эпизодов сериала до выхода эпизода «Люкс» (2025), рейтинг которого составил 3,004 млн зрителей.